# Disappeared
Disappeared è un programma televisivo statunitense di genere documentaristico, trasmesso da Investigation Discovery a partire dal 10 dicembre 2009. Il programma contiene rievocazioni ed interviste con agenti delle forze dell'ordine, investigatori e parenti legati a casi in cui persone sono scomparse inaspettatamente. Ciascun episodio si concentra su un singolo caso di un individuo o, a volte, di diverse persone scomparse insieme.
Sono state trasmesse sei stagioni del programma dal dicembre 2009 all'aprile 2013, seguite da una pausa di tempo indefinita. L'11 aprile 2016, il programma è stato ripreso dalla rete Investigation Discovery, debuttando nella sua settima stagione.
Dopo la sua cancellazione nel 2018, il programma è stato rinnovato per la stagione televisiva 2022-2023.

## Format
Disappeared segue un formato di un documentario. È caratterizzato da rievocazioni e interviste con familiari, amici e forze dell'ordine connesse ai soggetti scomparsi, per esplorare le loro vite recenti e le ultime azioni prima di scomparire. Nel momento in cui gli episodi sono stati trasmessi, alcuni casi erano già stati risolti, con una varietà di risultati, ma il più delle volte i casi trattati non sono risolti al momento in cui l'episodio viene trasmesso.

## Storia della messa in onda
La serie ha debuttato il 10 dicembre 2009, occupandosi del caso di Brandi Ellen Wells. Dopo la conclusione della sesta stagione nel 2013, c'è stata una pausa durata tre anni. L'11 aprile 2016 la serie è tornata su Investigation Discovery per la settima stagione. Il programma è stato rinnovato per l'ottava stagione, che ha debuttato il 26 marzo 2017. La nona stagione è stata trasmessa dal 16 marzo 2018. Dopo una pausa di quattro anni, il 7 settembre 2022 va in onda la decima stagione. L'undicesima stagione viene trasmessa dal 20 agosto 2023. 

## Puntate
| Stagione | Stagione            | Puntate         | Prima TV originale | Prima TV Italia |
| -------- | ------------------- | --------------- | ------------------ | --------------- |
|          | Prima stagione      | 13              | 2009-2010          |                 |
|          | Seconda stagione    | 13              | 2010               |                 |
|          | Terza stagione      | 13              | 2011               |                 |
|          | Quarta stagione     | 14              | 2011-2012          |                 |
|          | Quinta stagione     | 17              | 2012               |                 |
|          | Sesta stagione      | 15              | 2012-2013          |                 |
|          | Speciali            | 4               | 2014-2015          |                 |
|          | Settima stagione    | 10              | 2016               |                 |
|          | Ottava stagione     | 13              | 2017               |                 |
|          | Nona stagione       | 13              | 2018               |                 |
|          | Decima stagione     | 8               | 2022               |                 |
|          | Undicesima stagione | 10 + 1 speciale | 2023               |                 |